# 김동순 (1922년)
김동순(金東淳, 1922년 ~ 2003년 7월 9일은 대한민국의 공무원, 정치인, 사회기관단체인이다. 강화군 출신.
인천시청에서 재직 중 6.25 전쟁을 겪었으며 경기도청의 보사국장과 도로국장, 강화군수, 김포군수, 평택군수, 시흥군수, 인천시 부시장 등을 역임했다.

## 약력
- 경기도 강화군 출신, 뒤에 인천시 숭의동 72-17으로 이주하였다.
- 수원공립농림고등학교 졸업
- 연세대학교 경영대학원 수료
- 인천시청 총무과 인사계장
- 인천시청 인사계장 재직 중 6.25 전쟁이 발생, 조선인민군이 들어왔지만 그는 하상훈 등과 끝까지 인천시청을 지키고 있었다.[1]
- 인천시청 사회과 주사
- 1952년 서울특별시청 교육국 학사행정과 참사
- 1952년 서울시 내무국 사계과 주사
- 1953년 인천시청 산업과 직원
- 1956년 인천시청 총무과 총무담임
- 인천시청 보건사회과장
- 인천시청 산업과장
- 인천시 부시장
- 1966년 6월 23일 경기도청 보건사회국장
- 평택군수
- 강화군수
- 김포군수
- 시흥군수
- 1970년 3월 3일 경기도청 기획관리실 기획관
- 1970년 6월 23일 경기도청 도로국장
- 경기개발공사 전무이사
- 1974년 5월 3일 ~ 조흥은행 부산지점장 직무대리
- 1976년 7월 20일 ~ 인천상공회의소 사무국장
- 인천문화원장
- 2002년 4월 25일 ~ 2003년 7월 9일 전국문화원연합회 인천시지회 회장
- 2003년 7월 9일 오전 8시 40분경 문화원연합회장 재직 중, 인천 인하대학교병원에서 사망

## 가족 관계
- 부인 : 이름 미상
  - 아들 : 2남
  - 딸 : 김성숙(1947년 ~ ), 제4대, 5대 인천광역시의원
  - 딸 : ?
  - 딸 : ?
- 부인 : 국희열(1943년 ~ ), 1973년 재혼

## 같이 보기
- 강해승
- 지중세